# Geranium psilostemon
Geranium psilostemon là một loài thực vật có hoa trong họ Mỏ hạc. Loài này được Ledeb. mô tả khoa học đầu tiên năm 1842.

## Hình ảnh

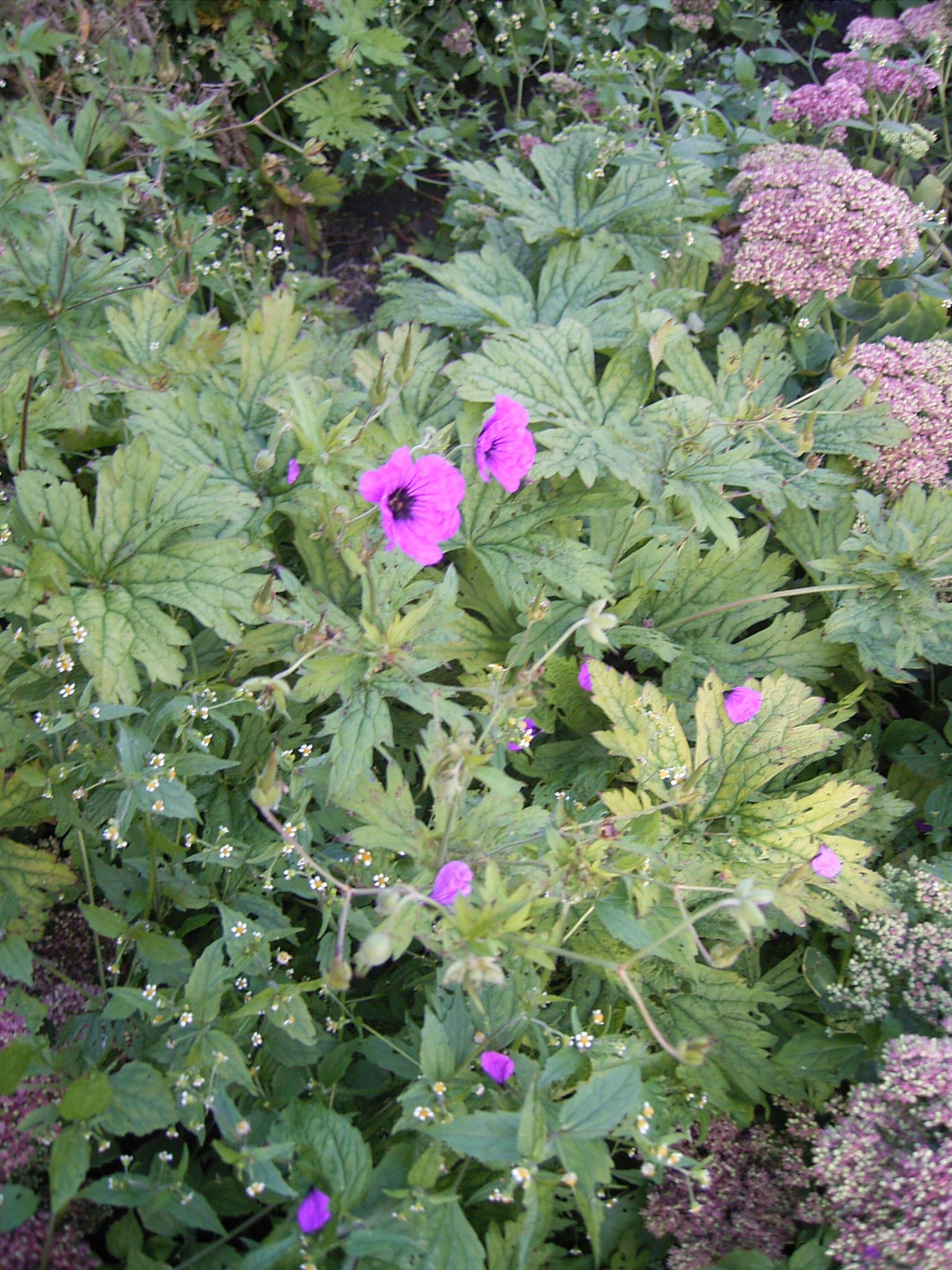
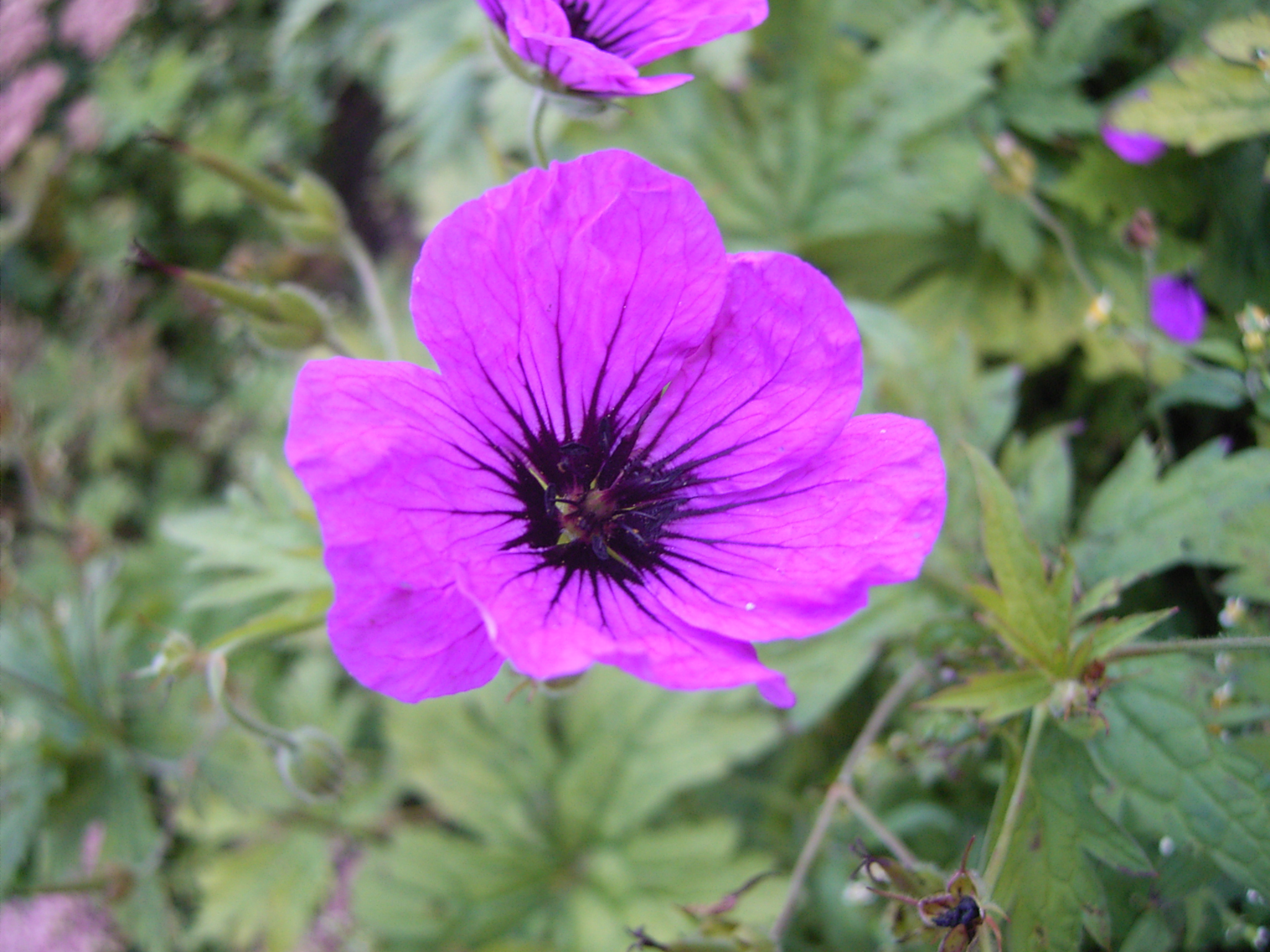
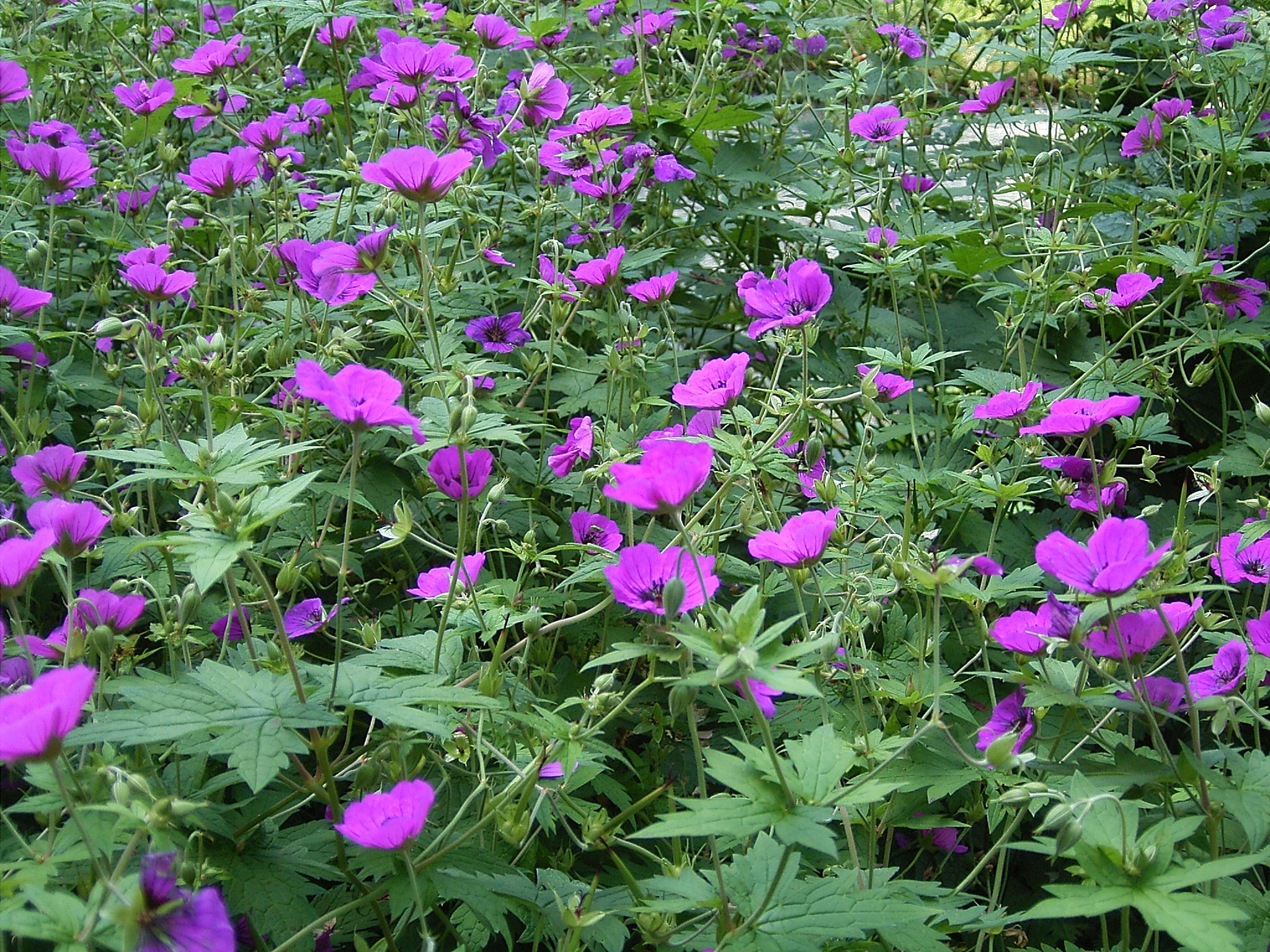